# Ars canusina
L'Ars canusina è una particolare forma di artigianato artistico, tipico della zona di Reggio Emilia, che nasce negli anni '30 del Novecento e si propone di riprendere gli stilemi tipici dell'arte romanica di epoca matildica. Deve la propria origine alla passione della psichiatra Maria Bertolani Del Rio per la figura matildica e l'epopea canossana (ovvero canusina).

## Le origini e la storia

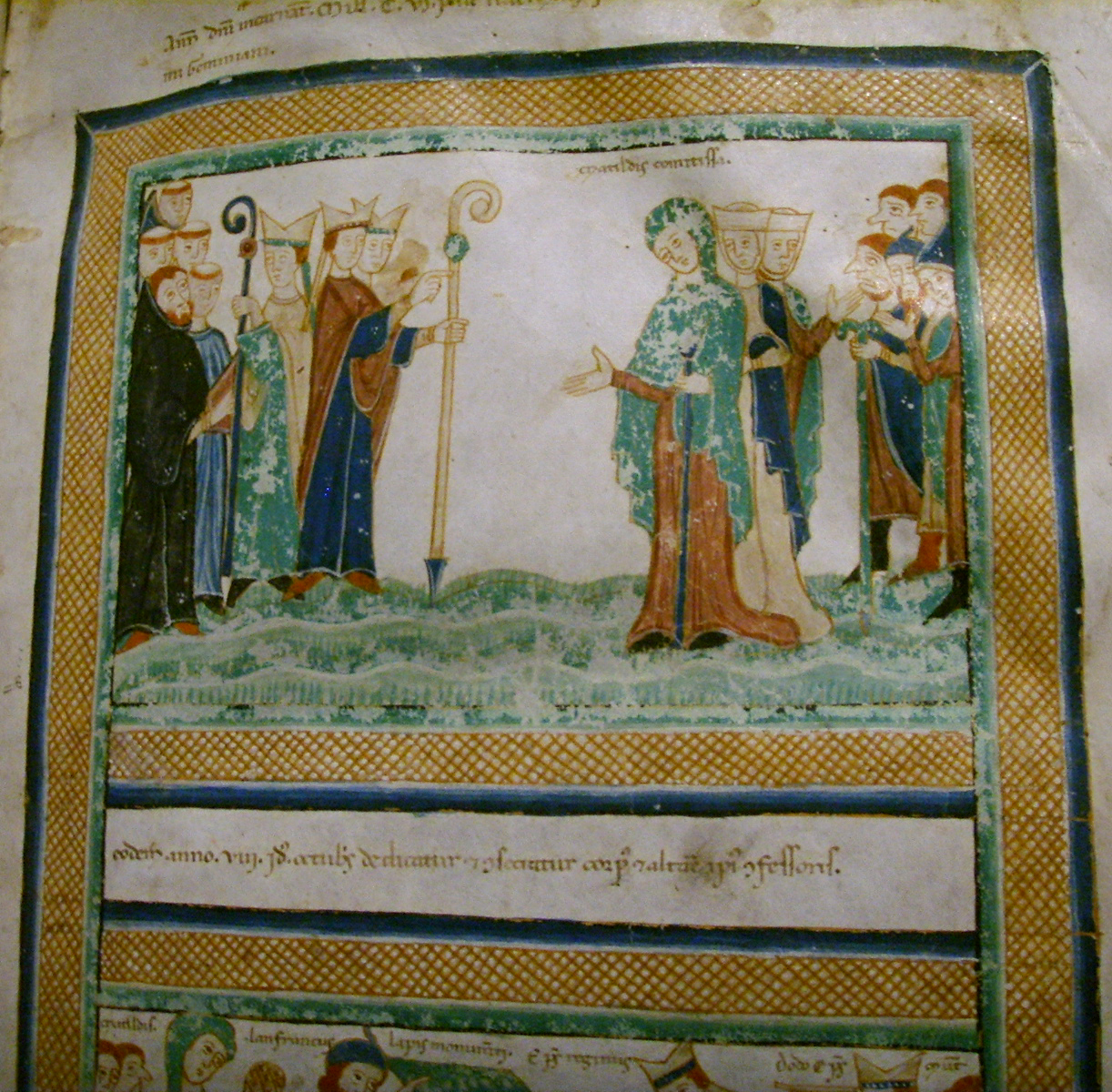
Matilde di Canossa va incontro al vescovo di Modena, miniatura dalla Relatio de innovatione ecclesia sancti geminiani, inizio del XII secolo, Modena, Archivio capitolare, ms. O.II.11

L'Ars canusina nacque nel corso degli anni Trenta nell'ambito di un'esperienza di ergoterapia ideata e sviluppata all'interno del manicomio San Lazzaro a Reggio Emilia, uno dei più importanti del Regno d'Italia. Nel 1921 fu infatti fondata all'interno del manicomio la Colonia Scuola “Antonio Marro”, il cui obiettivo era il recupero di ragazzi e ragazze “frenastenici emendabili” cioè affetti di patologie psichiatriche ma in grado di imparare a provvedere alla propria persona. I minori svantaggiati erano così incoraggiati all'autonomia sociale e lavorativa. Il metodo di cura prevedeva la creazione di oggetti artigianali che si commutarono in veri e propri oggetti culturali quasi occasionalmente: nel 1932 la Colonia Scuola fu invitata a partecipare alla Mostra nazionale fascista del lavoro femminile, la quale prevedeva l'esposizione di manufatti artistici che rivelassero “caratteristiche di tradizioni locali che si vogliono mantenute nel dovuto onore”. Reggio Emilia non possedeva un artigianato artistico di questo tipo e la Del Rio si preoccupò di “inventarlo”. La psichiatra era infatti anche storica del territorio ed appassionata della figura matildica, e fu osservando le tracce lasciate dal dominio dei Canossa sul territorio che elaborò un canone ed un metodo per questo tipo di artigianato poi da lei stessa battezzato “Ars canusina”. Al tempo della sua dominazione in Italia infatti Matilde era proprietaria di ampi possedimenti che andavano dalla Lombardia alla Toscana, ma il cui fulcro era costituito dal castello di Canossa (famoso per il pentimento di Enrico IV ai piedi del Papa) e dalle terre adiacenti – le attuali Terre matildiche -  e proprio da questo centro partì la scienziata per l'elaborazione di un'antologia di stilemi e disegni di epoca romanica, che poi diede vita all'album Ars Canusina pubblicato nel 1935. Come scrisse la stessa Del Rio infatti l'album risultò da
L'album si configurò quindi come un campionario di disegni ottenuti trasferendo le figure dalla pietra al foglio e avendo cura di evidenziarne le coerenze geometriche originarie, lavoro compiuto anche grazie all'aiuto di Giuseppe Baroni, professore di disegno e di pittura nella Colonia Scuola. Venne così a configurarsi un campionario di motivi figurativi essenzialmente romanici e allo stesso tempo caratteristici del territorio: “l'artigianato artistico Ars canusina fu nel suo complesso caratterizzato fin dall'inizio da un repertorio di stile romanico, ampio e artisticamente significativo benché delimitato in senso geografico, che con opportune varianti applicative era impiegato nei settori del ricamo, della ceramica, della lavorazione del legno e del cuoio, nella scultura e nella pittura muraria. L'album infatti da una parte seleziona motivi ornamentali che rivelano “uno stile comune di derivazione carolingia, preludio alla più vasta fioritura dell'arte romanica”, arte che per lungo tempo costituì la lingua universale della comunicazione figurativa contemperando le persistenze pagane con le radici paleocristiane, dall'altra tuttavia deriva da un restringimento del territorio di indagine:
L'album risultò diviso in tre parti: nella prima vengono presentati alcuni grafemi tipici prelevati dagli elementi in pietra scolpita dei reperti monumentali identificati in terra reggiana, un “censimento rigoroso e completo”, nella seconda la scienziata raccolse esempi di figurazioni grafiche ottenuti riproducendo pagine e singoli elementi degli evangeliari miniati “matildici”, mentre la terza parte consiste di composizioni grafiche complesse, composte a partire dagli elementi singoli prelevati dalle altre parti dell'album. La stessa Maria Del Rio dichiara all'interno dell'album il metodo compositivo dell'Ars canusina: “tutti i motivi raccolti, opportunamente adattati, ma sempre coll'impronta originale, possono essere trasportati su tela, su seta, su cuoio, su ceramica e possono anche servire come decorazione murale”. Questo fu il principio cui gli oggetti artistici si allinearono fin dal periodo della prima produzione all'interno dell'istituto, fra cui quelli esposti al pubblico recavano un monogramma distintivo raffigurante la lettera “M”, che conteneva al suo interno lo stemma gentilizio del Canossa (il cane con l'osso in bocca) e lo stemma comunale di Reggio Emilia.

## La commercializzazione e il marchio
Già all'interno del S. Lazzaro l'attività dell'Ars canusina, curata personalmente da Maria Del Rio, doveva servire anche a procurare un sostegno economico per la Colonia Scuola. A sposare l'iniziativa fu, oltre a Giuseppe Baroni, anche la scultrice Carmela Adani, che realizzò parecchie opere di ispirazione “canusina”. Nel Dopoguerra si cercò di imprenditorializzare la produzione artigianale sul modello dell'Aemila Ars in auge qualche tempo prima, e diverse personalità si dedicarono al progetto: la ricamatrice Nora Martinelli Villa, il fratello Ermes Villa, battitore di rame, la professoressa Maria Assunta Pala, ricamatrice e pittrice, ed il ceramista Giulio Montanari.
Fu proprio in questo periodo che si impose la necessità di un marchio che individuasse la produzione reggiana nel mare aperto del mercato. Il 25 settembre 1948 Maria Del Rio depositò il brevetto di esclusiva per tutelare i criteri di produzione originali su ricami, ceramiche, cuoi, metalli sbalzati, legno e pietra. Alla sua morte donò il marchio al parroco di Casina (RE), che lo donò a sua volta nel 1990 al Comune. Il marchio impone al proprietario la coordinazione, il controllo e la promozione della produzione, e viene concesso per regolamento ad imprese iscritte all'elenco dell'artigianato artistico di Reggio Emilia. A partire dagli anni Novanta è infatti ripresa una produzione artigianale che costituisce la terza stagione della produzione “canusina”. Nel 1990 l'Ente proprietario ha costituito una commissione per la salvaguardia del marchio la cui prima iniziativa fu la ristampa anastatica dell'album Ars Canusina realizzata dal comune di Casina nel 1992. Nel 2001 ai rappresentanti del Comune si uniscono quelli della Provincia di Reggio Emilia, della Comunità Montana, della Camera di Commercio, della CNA, del Centro Documentazione per la storia della psichiatria (l'erede del San Lazzaro) e della Deputazione di Storia Patria. Nel 2005 la produzione di Ars Canusina contava già la presenza di 10 imprese. A tutela e promozione della produzione il 6 luglio 2007 sorge il Consorzio Ars Canusina, cui l'Ente proprietario nel 2008 ha conferito in esclusiva l'uso del marchio. Il metodo di realizzazione delle opere è rimasto sostanzialmente immutato: ancora oggi le diverse specialità partono dall'esame del canone grafico, esplorando sempre nuove varianti compositive, per adattare il disegno all'oggetto seguendo criteri allo stesso tempo funzionali ed estetici. Una mostra collettiva dal titolo Ars Canusina in Castris Mathildis è stata dedicata all'Ars canusina nel 2006 negli ambienti dei castelli di Rossena, Castellarano e Sarzano. Nel 2009 su invito della Provincia di Mantova ha preso parte alle iniziative del Millenario Polironiano  con una mostra speciale a San Benedetto Po ed è stata ospitata negli spazi di Palazzo Mantegna a Mantova.